# 大畑町 (北九州市)
大畑町（おおはたまち）は福岡県北九州市八幡西区の町。住居表示実施済み。郵便番号は806-0053。

## 地理
八幡西区の中部東側に位置し、北に西鳴水、東に鳴水町、南から西に大字熊手、北西に京良城町と接する。

### 河川
- 普通河川 曲里川

## 地域の特徴
帆柱山の北西側山麓であり、南西部は丘陵となっている。町域の北縁に沿って北九州高速4号線が東西に走る。町域の南東部から曲里川が北西流し、京良城町の黒ヶ畑池に注ぐ。北部に高野山真言宗高祖寺がある。

## 歴史
かつては黒崎窯業（現黒崎播磨）の社宅アパートがあった。

### 地名の由来
町名は大字熊手の字大畑にちなむと思われるが、現町域は字檣（ほばしら）の地域にあたり、現町域小字の位置は一致しない。

### 沿革
- 1982年（昭和57年）6月1日 - 大畑町新設[5][6]。

### 町名の変遷
| 実施内容          | 実施年月日               | 実施後 | 実施前                     |
| ----------------- | ------------------------ | ------ | -------------------------- |
| 町名新設 住居表示 | 1982年（昭和57年）6月1日 | 大畑町 | 大字熊手，大字鳴水の各一部 |

## 世帯数と人口
2025年（令和7年）3月31日現在（北九州市発表）の世帯数と人口は以下の通りである。
| 町     | 世帯数  | 人口  |
| ------ | ------- | ----- |
| 大畑町 | 252世帯 | 463人 |

### 人口の変遷
国勢調査による人口の推移。
| 1995年（平成7年）  | 1,094人 | [ 7 ]  |  |
| 2000年（平成12年） | 1,049人 | [ 8 ]  |  |
| 2005年（平成17年） | 966人   | [ 9 ]  |  |
| 2010年（平成22年） | 856人   | [ 10 ] |  |
| 2015年（平成27年） | 607人   | [ 11 ] |  |
| 2020年（令和2年）  | 468人   | [ 12 ] |  |

### 世帯数の変遷
国勢調査による世帯数の推移。
| 1995年（平成7年）  | 330世帯 | [ 7 ]  |  |
| 2000年（平成12年） | 346世帯 | [ 8 ]  |  |
| 2005年（平成17年） | 345世帯 | [ 9 ]  |  |
| 2010年（平成22年） | 340世帯 | [ 10 ] |  |
| 2015年（平成27年） | 252世帯 | [ 11 ] |  |
| 2020年（令和2年）  | 203世帯 | [ 12 ] |  |

## 学区
市立小・中学校に通う場合、学区は以下の通りとなる。
| 町     | 街区 | 小学校               | 中学校               |
| ------ | ---- | -------------------- | -------------------- |
| 大畑町 | 全域 | 北九州市立黒畑小学校 | 北九州市立黒崎中学校 |

## 交通

### バス
域内のバス停と系統は以下のとおりである。
| 運行事業者 | 運行事業者 | 西鉄バス北九州 |
| 系統       | 系統       | 73             |
| 停留所     | 大畑第一   | ○              |
| 停留所     | 柳ヶ内池   | ○              |

## 施設

### 寺社
- 高野山真言宗高祖寺

### 公園
- 大畑町北公園
- 大畑町中公園
- 大畑町西公園
- 大畑町東公園